# Merriams goffer
De Merriams goffer (Cratogeomys merriami)  is een zoogdier uit de familie van de goffers (Geomyidae). De wetenschappelijke naam van de soort werd voor het eerst geldig gepubliceerd door Thomas in 1893. De soort is vernoemd naar de Amerikaanse bioloog Clinton Hart Merriam.

## Kenmerken
Dit dier heeft een gele, bruine of bijna zwarte rug en een lichtere buik. Het heeft zeer lange bovensnijtanden. De lichaamslengte bedraagt 14 tot 26 cm, de staartlengte 6 tot 13 cm en het gewicht 225 tot 900 gram.

## Leefwijze
Zijn voedsel bestaat uit stekelige cactussen, veldgewassen, sparrennaalden en zaden. Met hun behaarde wangzakken aan de buitenkant van de wang dragen ze hun voedsel naar het nest.

## Verspreiding
Deze solitaire soort komt voor in diverse habitats, zoals bergachtige streken met tropische naaldbossen, woestijnen en open habitats in Oost-Mexico.

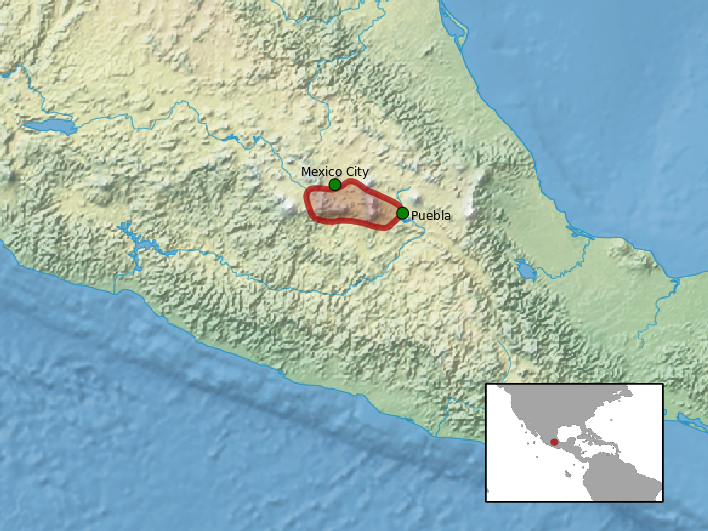
Verspreidingsgebied van de Merriams goffer